# El mundo de Sofía
El mundo de Sofía (1991) es la novela más conocida del escritor noruego Jostein Gaarder. La obra se convirtió en una auténtica superventas, no solo en Europa sino también en todo el mundo, y fue traducida a 63 idiomas. Usando como pretexto una trama novelesca, el autor hace una guía básica sobre la historia de la filosofía occidental. Posteriormente, esta novela fue llevada al cine en 1999 con el mismo título (El mundo de Sofía), dirigida por Erik Gustavson, también noruego.

## Personajes
- Sofía Amundsen: Es una niña que al volver de clase encuentra en su buzón una carta en la que le preguntan si desea hacer un curso de filosofía por correspondencia y se adentra a una vida diferente a lo que ella esperaba.

- Alberto Knox: Profesor de filosofía con una idea y explicación; este le enseñó a Sofía que las ideas pueden ser diferentes y la filosofía busca la respuesta de las preguntas desconocidas del mundo.

- Hilde Møller Knag: Es a quien se supone que su padre le envía las cartas y a quien le cambia la vida después que su padre le envíe un libro que la lleva a intrigarse y adentrarse al extraño mundo de Sofía.

- Albert Knag: Es el padre de Hilde o conocido como el mayor y escritor de la historia que hace que los personajes se confundan y no entiendan lo que sucede.

## Resumen del argumento
Sophie Amundsen (Sofie Amundsen en la versión noruega) es una niña de 14 años que vive en Noruega en el año 1990.
El libro comienza con Sophie recibiendo dos mensajes en su buzón y una tarjeta postal dirigida a Hilde Møller Knag. Posteriormente, ella recibe un paquete de documentos que forman parte de un curso de filosofía.
Sophie, sin que su madre se entere, se convierte en la estudiante de un antiguo filósofo, Alberto Knox. Alberto le enseña sobre la historia de la filosofía. Obtiene una revisión sustantiva y comprensible de los presocráticos hasta Jean-Paul Sartre. Además de esto, Sophie y Alberto reciben postales dirigidas a una niña llamada Hilde de un hombre llamado Albert Knag. A medida que pasa el tiempo, Knag comienza a ocultar los mensajes de cumpleaños a Hilde de maneras cada vez más imposibles, como esconder uno dentro de un plátano sin pelar y hacer hablar al perro de Alberto, Hermes.
Finalmente, a través de la filosofía de George Berkeley, Sophie y Alberto descubren que todo su mundo es una construcción literaria de Albert Knag como regalo para Hilde, su hija, en su 15.º cumpleaños. Hilde comienza a leer el manuscrito pero comienza a volverse en contra de su padre ya que este continúa entrometiéndose en la vida de Sophie al enviar personajes ficticios como Caperucita Roja y Ebenezer Scrooge para hablar con ella.
Alberto ayuda a Sophie a luchar contra el control de Knag enseñándole todo lo que sabe sobre filosofía, a través del Renacimiento, Romanticismo y Existencialismo, así como también Darwinismo y las ideas de Karl Marx. Estos toman la forma de largas páginas de texto y, más tarde, monólogos de Alberto. Alberto logra inventar un plan para que él y Sophie puedan finalmente escapar de la imaginación de Albert. El truco se realiza en la noche de San Juan, durante una "fiesta de jardín filosófica" que Sophie y su madre organizaron para celebrar el decimoquinto cumpleaños de Sophie. La fiesta pronto comienza a sumirse en el caos cuando Albert Knag domina el mundo, haciendo que los invitados reaccionen con indiferencia ante sucesos extraordinarios. Alberto les informa a todos que su mundo es ficticio pero los invitados reaccionan con rabia, creyendo que está inculcando valores peligrosos en los niños. Cuando un Mercedes se estrella contra el jardín, Alberto y Sophie lo usan como una oportunidad para escapar. Knag está tan concentrado en escribir sobre el automóvil que no los nota escapándose al mundo real.
Habiendo terminado el libro, Hilde decide ayudar a Sophie y Alberto a vengarse de su padre. Alberto y Sophie no pueden interactuar con nada en el mundo real y no pueden ser vistos por nadie más que por otros personajes de ficción. Una mujer de los Cuentos de hadas de los hermanos Grimm les da comida antes de que se preparen para presenciar el regreso de Knag a Lillesand, la casa de Hilde.
Mientras está en el aeropuerto, Knag recibe notas de Hilde instaladas en las tiendas y entradas, instruyéndole sobre los artículos para comprar. Se vuelve cada vez más paranoico mientras se pregunta cómo está haciendo los trucos Hilde. Cuando llega a casa, Hilde lo ha perdonado ahora que ha aprendido cómo es interferir con su mundo. Alberto y Sophie escuchan mientras Knag le cuenta a Hilde sobre un último aspecto de la filosofía: el universo mismo. Él le cuenta sobre el Big Bang y cómo todo está hecho del mismo material, que explotó hacia el exterior al principio de los tiempos. Hilde descubre que cuando mira las estrellas, en realidad está viendo el pasado. Sophie hace un último esfuerzo para comunicarse con ella golpeándola con una llave inglesa y a Knag también. Knag no siente nada, pero Hilde siente como si un tábano la picara, y puede escuchar los susurros de Sophie. Sophie desea viajar en el bote de remos, pero Alberto le recuerda que como no son personas reales, no pueden manipular objetos. A pesar de esto, Sophie logra desatar el bote de remos y se lanzan al lago, inmortales e invisibles para casi todos. Hilde, inspirada e hipnotizada por la filosofía y reconectada con su padre, sale a buscar el bote.

## Censura
En la versión china traducida por Xiao Baosen (chino simplificado) publicada por la editorial Writers, se suprimieron partes del contenido relacionadas con Karl Marx de acuerdo con las exigencias del Ministerio de Cultura de la República Popular China, como los últimos 32 párrafos del capítulo sobre Marx.